# Metro 2033 (computerspel)
Metro 2033 is een first-person shooter gemaakt door 4A Games en is gebaseerd op het gelijknamige boek Metro 2033 van Dmitri Gloechovski. Het spel speelt zich voornamelijk af in de metrotunnels van Moskou waar overlevenden hun toevlucht hebben gezocht na een nucleaire apocalyps. Het spel werd opgevolgd door Metro: Last Light; een niet op een boek uit de Metro-serie gebaseerd spel.

## Plot
Het spel is gebaseerd op het boek Metro 2033 van Dmitri Gloechovski (Russische schrijver).
In 2013 heeft een nucleaire oorlog de aarde verwoest en miljarden levens vernietigd. Rusland is een van de getroffen landen, inclusief de nu onherbergzame woestenij van Moskou. Een handjevol overlevenden weet zich te verstoppen tegen de kernstraling door onder te duiken in het ondergrondse metrosysteem van de stad. Op diverse plaatsen ontstaan kleine samenlevingen die zich in de oude stations hebben gevestigd. Hier proberen zij een nieuw leven op te bouwen met behulp van primitieve, ondergrondse landbouw en door handel te drijven met andere stations. Door de enorme straling is het onmogelijk zonder gasmasker bovengronds en in bepaalde delen van de metro te overleven, waar tot monsters gemuteerde dieren zoals ratten, beren ronddwalen. Er is een constante staat van oorlog tussen twee facties in de Metro: de communisten en de nazi's, welke beiden proberen hun radicale ideologieën te promoten en vijandelijke stations in te lijven. Ook dolen er bandietenbendes rond in de metrotunnels. Zij stelen, moorden en plunderen om vooroorlogse kogels te verkrijgen, wat als universeel betaalmiddel geldt in de Metro.
Twintig jaar later, in 2033, wordt het noordelijke station van VDNCh bedreigd door een groep mysterieuze mutanten die de Donkeren (Dark Ones) worden genoemd. Artyom (Russisch: Артём), de protagonist, is een 24-jarige overlevende die werd geboren voordat de nucleaire bommen vielen om als wees vervolgens geadopteerd te worden door de commandant van metrostation VDNCh. Artyom wordt na een gewelddadige overval van de Donkeren overgehaald door Hunter (een elitesoldaat van de Spartaanse Orde) om zijn station te verlaten en hulp te zoeken bij de rest van de Metro, in een poging de dreiging te kunnen bestrijden. Hunter geeft Artyom zijn penningen en vertelt hem om ze aan zijn superieuren te tonen in Polis, de 'hoofdstad' van de Metro. Hierna splitsen zij zich verdwijnt Hunter tijdens een missie tegen de Donkeren.
De volgende dag meldt Artyom zich als escort voor een karavaan die naar een naburig station vertrekt. Onderweg wordt de bemanning kortstondig uitgeschakeld door een telepathische aanval, maar slaagt er desondanks in om de wachtpost van het buurstation te bereiken. Naderhand ontmoet Artyom Bourbon, een smokkelaar die aanbiedt om hem te helpen Polis te bereiken. De twee banen zich een weg door verschillende andere stations en tunnels en gaan zelfs bovengronds. Bourbon wordt kort daarop vermoord door bandieten, waarna een reiziger, Khan genaamd, Artyom redt en hem meeneemt naar zijn contactpersoon Andrew, die leeft in een station dat onder toezicht staat van de Rode Lijn, een gebied dat wordt beheerst door de Roden, een communistisch regime.
Met zijn hulp sluipt Artyom het territorium van de Roden uit, maar wordt vervolgens gevangengenomen door hun vijanden, de Nazi's van het Vierde Rijk. Luttele seconden voor zijn executie wordt hij gered door twee Rangers van de Spartaanse Orde, Pavel en Ulman. Pavel sterft later in een poging Artyom uit het Vierde Rijk te loodsen, waardoor Artyom gedwongen wordt om alleen verder te reizen. Uiteindelijk komt hij een groep overlevenden tegen die proberen een horde mutanten te stoppen tot aan Polis door te breken. Deze poging faalt, maar Artyom slaagt erin om een jongen genaamd Sasha te redden voordat ze ontsnappen. Uit dankbaarheid daarvoor helpen de verdedigers hem naar de oppervlakte te komen, waar hij zich verenigt met Ulman, die hem meeneemt naar Miller, de kolonel van de Spartaanse Orde, in de Polis.
De Raad van Bestuur in Polis weigert uiteindelijk om Artyom's thuisstation te helpen, waarna Miller in het geheim onthult dat hij over een plan B beschikt: het lokaliseren van een uiterst geheime raketsilo, bekend als D6, die over de vuurkracht beschikt om de Donkeren volledig te vernietigen. Artyom wordt gerekruteerd als Ranger binnen de Orde en neemt deel aan een operatie om het commandocentrum te lokaliseren en te reactiveren. Uiteindelijk installeren Miller en hij een lasergeleidingssysteem op de top van de Ostankino-toren. Nadat het lasersysteem is geïnstalleerd, ervaart Artyom een levendige hallucinatie die wordt veroorzaakt door een Donkere.
Na de hallucinatie loopt het spel op twee mogelijke manieren af, afhankelijk van de keuzes die de speler tijdens het spel maakt:
- In het canonieke einde laat Artyom de raketten afvuren, de Donkeren vernietigend; om later te beseffen dat zij juist vrede zochten, inzicht probeerden te bieden door middel van hallucinaties en dat de door hen gedode mensen slechts een vorm van zelfverdediging was. Helaas is het op dat moment al te laat om de raketten te stoppen.
- Het alternatieve einde geeft Artyom de keuze om het lasergeleidingsapparaat op het laatste moment te vernietigen. Dit einde is alleen beschikbaar door het nemen en uitvoeren van verschillende positieve beslissingen gedurende het spel, zoals het helpen van medemensen en door niet automatisch te vluchten voor de Donkeren gedurende de hallucinaties.

## Gameplay
De speler bevindt zich over het algemeen in de claustrofobische, atmosferische gangenstelsels van de Metro, waar een constante dreiging van mutanten en vijandelijke mensen heerst. Er bestaan verschillende soorten monsterlijke, dodelijke mutanten. Deze mutanten lijken op onder andere op geëvolueerde apen, honden, ratten en vleermuizen. De bandieten en vijandelijke facties vechten met dezelfde wapens als de speler. Wanneer een vijand is gedood kunnen de wapens (maximaal drie) en munitie worden opgepakt. Wapens in het spel zijn deels gebaseerd op echte, vooroorlogse vuurwapens en deels fictieve wapens, door de metrobewoners gebouwd uit restonderdelen. Munitie van militaire kwaliteit is zeer schaars en wordt als valuta gebruikt.